# Maurice Van Herzele
Maurice Van Herzele (Sint-Lievens-Houtem, 10 februari 1917 - aldaar, 8 februari 1998) was een Belgische wielrenner, die beroeps was tussen 1936 en 1952. Hij was tweevoudig winnaar van de Ronde van België, eenmaal voor de onafhankelijken en eenmaal voor de beroeps, en veelwinnaar in tal van eendaagse en meerdaagse wedstrijden.

## Belangrijkste overwinningen
1936
- 3e etappe Ronde van België voor onafhankelijken
- Eindklassement Ronde van België voor onafhankelijken
- 1e etappe Ronde van Luxemburg
- 2e etappe Ronde van Luxemburg

1942
- Grote Prijs van Wallonië

1947
- Textielprijs Vichte
- Eindklassement Ronde van België

## Resultaten in voornaamste wedstrijden
| Jaar | Gent-Wevelgem | Ronde van Vlaanderen | Luik-Bast.‑Luik | Waalse Pijl |
| ---- | ------------- | -------------------- | --------------- | ----------- |
| 1936 | 10e           |                      |                 |             |
| 1937 |               |                      |                 |             |
| 1938 |               |                      |                 |             |
| 1939 |               |                      |                 |             |
| 1940 |               |                      |                 |             |
| 1941 |               |                      |                 |             |
| 1942 |               |                      |                 | 7e          |
| 1943 |               |                      | 19e             | 38e         |
| 1944 |               |                      |                 |             |
| 1945 | Zilver        | 18e                  |                 |             |
| 1946 |               |                      |                 |             |
| 1947 |               |                      | 16e             |             |
| 1948 |               |                      |                 | 41e         |
| 1949 | 39e           |                      |                 |             |
| 1950 | 48e           |                      |                 |             |